# Vallée des Merveilles
Vallée des Merveilles (Dolina čudežev, nemško Tal der Wunder) je visoka dolina v narodnem parku Mercantour  (Parc National du Mercantour) v francoskih Primôrskih Alpah.
Območje zahodno od Roya do 2872 m visokega Mont Béga z okolico je bila včasih poledenel. Je izolirano območje, z ostrim gorskim podnebjem in gorsko pokrajino z dolinami, vrhovi in jezeri, v veliki meri brez vegetacije. Samo v kratkem poletju cveti zeliščna preproga.

## Skalne poslikave
Dolina čudežev je postala znana zaradi svojih preko 40.000 skalnih grafik v bližini Mont Bégo, drugo največje mesto prazgodovinskih poslikav v Alpah (za Valcamonico). Te so najbolj skoncentrirane v Dolini čudežev, našli pa so jih tudi v Fontanalbe, v dolini Vallaurette in na Col de Sabion. Risbe so izrezljane v zadnji ledeni dobi zglajeni skali.
Obstajata dve vrsti grafik:
- Linearni rezbarije, ki segajo v galsko-rimsko obdobje in segajo do današnjega časa.
- Bolj zanimive so slike iz zgodnje bronaste dobe okoli 1800-1500 pr. n. št.. s  kvarcitom in drobnim orodjem premera od 1 do 5 mm so tesno razporejene vklesane v površino.

Mont Bégo je predstavljal ligurskim plemenom v dolinah neke vrste božanstvo, jezo in prijaznost v obliki vode in neviht. Čaščenje gore je bilo znano tudi v mnogih drugih krajih s kultom bika. Polovica risb predstavlja govedo in simbol rogov. Na slikah so tudi podobe pluga in brane in vprežena živina, ki jo vodijo pri delu, kar je bil v tistem času način poljedelstva.

## Raziskave
Prvi pisni viri o najdbah skalnih rezbarij so iz 17. stoletja. Sistematično raziskovanje se je začelo okoli leta 1885 z delom britanskega naravoslovca Clarenca Bicknella.  Med letoma 1927 in 1942 je petroglife kartiral in katalogiziral Carlo Conti iz arheološkega urada Piemonta (regija je do leta 1947 pripadala Italiji). Od leta 1967 v glavnem raziskuje ekipa paleoantropologov pod vodstvom profesorja Henry de Lumleya, ki je tudi znanstveni direktor Musée des Merveilles v Tende.

## Dostop
Dostop z vzhoda poteka za voznike iz St. Dalmas de Tende preko D91 v smeri Casterino, Vallée de la Thumbere, od Lac des Mesches peš ali z vodenimi izleti z džipi. Peš se pride v Dolino čudežev bodisi po poti GR 52 in Via Alpini ali kateri koli od številnih lokalnih pešpoti. Znana je tudi Train des Merveilles, železnica, ki omogoča pohodnikom enostaven dostop do doline .

## Musée des Merveilles
Musée des Merveilles, muzej v Tende je arheološka, etnološka in prirodoslovna zbirka eksponatov. Priporočljivo ga je obiskati pred izletom na Mont Bégo in v Dolino čudežev.

## Zunanje  povezave
- Bilder aus Royatal und Vallée des Merveilles
- Internetauftritt des Musée des Merveilles de Tende (französisch, englisch und italienisch)
- Wandern im Vallée des Merveilles